# John A. Beall Jr.
John Allen Beall Jr. (* 23. Mai 1912 in Gilmer, Upshur County, Texas; † 26. Januar 2000 in Carrollton, Carroll County, Georgia) war ein Generalmajor der United States Army. Er war unter anderem kommissarischer Kommandeur des III. Korps.
In den Jahren 1931 bis 1935 durchlief John Beall die United States Military Academy in West Point. Nach seiner Graduation wurde er als Leutnant der Infanterie zugeteilt. In der Armee durchlief er anschließend alle Offiziersränge vom Leutnant bis zum Zwei-Sterne-General.
Im Lauf seiner militärischen Karriere absolvierte Beall verschiedene Kurse und Schulungen. Dazu gehörten unter anderem die Infantry School, das Command and General Staff College, das Air War College und ein Studium an der Harvard University.
In seinen jüngeren Jahren absolvierte er den für Offiziere in den niederen Rangstufen üblichen Dienst in verschiedenen Einheiten und Standorten. Vor dem Zweiten Weltkrieg war er unter anderem in Seattle, am Panamakanal und in Fort Benning dem heutigen Fort Moore stationiert. Seit Anfang 1940 gehörte er dort einer Panzerabwehreinheit an. Die folgenden zwei Jahre blieb er bei Einheiten der Panzerabwehr, wobei er eine Kompanie des 894. Panzerabwehrbataillons kommandierte.
Nach dem amerikanischen Eintritt in den Zweiten Weltkrieg im Dezember 1941 wurde Beall im Februar 1942 zum Major befördert und nach Fort Hood dem damaligen Camp Hood und heutigen Fort Cavazos versetzt, wo er Stabsoffizier für Operationen beim Advanced Unit Training Center war. Ende 1942 studierte Beall für vier Monate am Command and General Staff College in Fort Leavenworth in Kansas.
Danach erfolgte seine Beförderung zum Oberstleutnant und das Kommando über das 702. Panzerabwehrbataillon (702nd Tank Destroyer Battalion). Dieses nahm zusammen mit anderen Einheiten an umfangreichen Manövern in Louisiana und Oklahoma teil, ehe es Ende des Jahres 1943 nach England verlegt wurde. Im April 1944 wurde das Bataillon der 2. Panzerdivision unterstellt. Am 9. Juni 1944 landete Bealls Einheit am Omaha Beach in der Normandie und nahm in der Folge an den Kämpfen zur Befreiung Frankreichs teil. Danach drang sein Bataillon zusammen mit anderen Alliierten Verbänden nach Osten in Richtung Deutschland vor. Dabei war Beall auch an der Abwehr der deutschen Ardennenoffensive beteiligt. Schließlich erreichte er mit seiner Einheit die Elbe bei Magdeburg, wo sie auf sowjetische Einheiten trafen.
Anfang Juni 1945 erhielt Beall das Kommando über die 6. Panzerabwehrgruppe (6th Tank Destroyer Group), die der 3. Armee unter General George S. Patton unterstand. Beall leitete dann in Dachau ein Kriegsgefangenenlager. Er blieb noch bis zum Jahr 1947 in Deutschland, wo er in Heidelberg stationiert war.
Nach seiner Rückkehr in die Vereinigten Staaten wurde er Stabsoffizier in der G3 Abteilung für Operationen beim United States Continental Army Command in Fort Monroe, in Virginia. Danach folgten einige Aufgaben im Stab des Heeresministeriums in Washington, D.C. Im weiteren Verlauf studierte er am Air War College der United States Air Force in Montgomery in Alabama, wo er im August 1951 erfolgreich seinen Abschluss machte. In den folgenden zwei Jahren war er Verbindungsoffizier des Heeres zum Luftwaffenbildungszentrum (Air Command and Staff College) in Alabama.
Daran schloss sich eine Versetzung nach Südkorea an, wo Beall in der Endphase des Koreakriegs Stabschef der 45. und dann der 24. Infanteriedivision war. Anschließend war er für sechs Monate militärischer Berater des 6. Korps des südkoreanischen Heeres. Im Jahr 1954 wurde John Beall nach Fort Hood dem heutigen Fort Cavazos in Texas zum Stab des III. Korps versetzt. Dort leitete er zunächst dessen G1 Abteilung für Personal und dann die G3 Stabsabteilung für Operationen.
Im Jahr 1957 wurde er zum U.S. Continental Army Command in Fort Monroe versetzt, wo er Leiter der Panzereinheiten (Chief of Armor) war. Daran schloss sich ein Studium an der Harvard University an, wo er das Fach Advanced Management belegte. Danach wurde er für einige Zeit nach Japan versetzt. Im Jahr 1961 wurde Beall Stabschef des III. Korps in Fort Hood (heute Cavazos). Zwischen September 1961 und April 1962 war er kommissarischer Kommandeur des Korps.
Im April 1962 erhielt er das Kommando über den U.S. Army Training Center in Fort Knox in Kentucky. Im Jahr 1965 wurde er Stabschef der 3. Armee, die in Fort McPherson in Georgia ihr Hauptquartier hatte. Die Hauptaufgabe der Armee war die militärische Ausbildung von Soldaten in Vorbereitung eines Einsatzes im Vietnamkrieg. Im April 1967 erlitt John Beall einen Herzinfarkt, der ihn bis zum Februar 1968 zu einem Krankenhausaufenthalt zwang. Anschließend ging er in Pension.
Später studierte er an der Georgia State University unter anderem das Fach Business Administration. Zwischenzeitlich war er Dozent für das Fach Management am West Georgia College. Zwischen 1972 und 1977 leitete er dort die Fakultät für Management und Marketing.
Er verbrachte seinen Lebensabend in Carrollton in Georgia, wo er sich am gesellschaftlichen Leben und insbesondere bei der Presbyterian Church engagierte. Er starb am 26. Januar 2000.

## Orden und Auszeichnungen
John Beall erhielt im Lauf seiner militärischen Laufbahn unter anderem folgende Auszeichnungen:
- Army Distinguished Service Medal
- Silver Star
- Legion of Merit